# 哥倫比亞縣 (佛羅里達州)
哥倫比亞縣（英語：Columbia County）是位於美国佛罗里达州北部的一個縣，北鄰喬治亞州，面積2,075平方公里。根據2020年美國人口普查，共有人口69,698人。縣治萊克城。

## 历史
哥倫比亞縣成立於1832年2月4日。縣名是紀念「發現」美洲大陸的克里斯托弗·哥伦布。

## 地理
根据美国人口普查局的数据哥倫比亞縣总面积为2,075平方公里，其中2,064平方公里为陆地面积，10平方公里（0.50%）为水域面积。

### 毗鄰县
- 喬治亞州 埃科爾斯郡（西北）
- 喬治亞州 克林奇郡（北）
- 尤宁县（东）
- 貝克郡（东）
- 阿拉楚阿縣（东南）
- 吉爾克里斯特縣（西南）
- 漢彌爾頓郡（西）
- 薩旺尼縣（西）

## 人口
根据2000年的人口普查哥倫比亞縣有56,513名居民，分20,925个户和14,919个家庭，其人口密度为每平方公里27人。其中79.72%是白人、17.03%是非裔、0.53%是印第安人、0.67%是亞裔、0.04%是太平洋島原住民、0.60%是其它人、1.42%是混血兒。2.74%的人口是西班牙裔或者拉丁美洲裔的。
县内的20,925户中有32.1%有18岁以下的未成年人、53.7%是结婚夫妇、12.9%是带孩子的单身妇女、28.7%不是家庭。23.8%的户由单身汉组成，9.8%的户中有65岁以上的老年人。平均每户有2.56人，每个家庭的平均大小为3.02人。
县内的人口结构为25.4%为18岁以下的未成年人、9.0%为18至24岁、27.7%为25至44岁、24.0%为45至64岁、14.0%为65岁以上。居民的平均年龄为37岁。女对男的性别比是100：102.9。18岁以上的人的性别比为100：101.7。
县内每户的平均收入为30,881美元、家庭的平均收入为35,925美元。男子的平均收入为27,353美元、女子的平均收入围21,738美元。人均年收入为14,598美元。11.4%的家庭、15.0%的居民生活在贫困线以下，其中包括17.1%的未成年人和13.6%的老人。

## 城镇
- 懷特堡
- 萊克城

## 政治
哥倫比亞縣是佛羅里達州北部少数在美國總統大選时比较趋向选共和黨的縣份。在州选举和地方选举时偏保守的民主黨人也可能获选。
| 年     | 共和党 | 民主党 | 其它党派 |
| ------ | ------ | ------ | -------- |
| 2004年 | 67.1%  | 32.1%  | 0.8%     |
| 2000年 | 59.2%  | 38.1%  | 2.7%     |
| 1996年 | 46.5%  | 41.0   | 12.5%    |
| 1992年 | 43.4%  | 37.0%  | 23.0%    |
| 1988年 | 65.1%  | 34.2%  | 0.7%     |